# Botaniczeskaja
Botaniczeskaja (ros. Ботаническая) – dziewiąta i ostatnia stacja jedynej linii znajdującego się w Jekaterynburgu systemu metra. Jej uroczystego otwarcia dokonał prezydent Rosji Dmitrij Miedwiediew.

## Charakterystyka
Stacja umiejscowiona jest w rejonie czkałowskim, u zbiegu najważniejszych ulic tej dzielnicy miasta. Stacja ma za zadanie łączyć tę jedną z najgęściej zaludnionych dzielnic z centrum Jekaterynburga. Szacuje się, że stacja będzie obsługiwać dziennie około 50 tysięcy pasażerów, co uczyni ją najruchliwszą ze wszystkich przystanków jekaterynburskiego systemu metra. 27 marca 2007 roku rozpoczęła się budowa stacji. Szacowano, że koszty budowy samej stacji wyniosą 1,2 miliarda rubli, a spodziewano się ukończyć ją jeszcze w 2010 roku. Od 2008 roku trwało wiercenie tuneli, które postępowało z szybkością od 3 do 5 metrów dziennie. Prace te zostały ukończone na początku 2011 roku, jednocześnie konstruowano już samą stację. Od maja trwały prace wykończeniowe, m.in. wykładano ściany oraz posadzki. By oddać ją na czas pracowano w trybie trzyzmianowym.
Stacja została uroczyście oddana do użytku 28 listopada 2011 roku. Otwarcia dokonał prezydent Dmitrij Miedwiediew, a w uroczystości wzięli udział przedstawiciele najwyższych władz miasta, z merem na czele, oraz władz obwodu swierdłowskiego. Zgodnie z rosyjską tradycją Miedwiediew odbył inauguracyjny przejazd z nowej stacji na stację Gieologiczeskają. Nazwę stacji nadaje znajdujący się w pobliżu ogród botaniczny. Budowa tego odcinka metra wraz z dwoma stacjami (Botaniczeskają i oddaną do użytku latem 2012 roku Czkałowskają) pochłonęła 16 miliardów rubli. Sufity stacji ozdobione heksagonami, które mają nadawać im niejako formę ula, co dodatkowo podkreślać ma użycie ciepłych i jasnych barw w dekoracji stacji. Posadzki wykonane zostały z jasnego granitu, a kolumny z elementów metalowych. Po opuszczeniu terenu stacji możliwa jest szybka przesiadka do komunikacji autobusowej lub tramwajowej.